# 九度山站

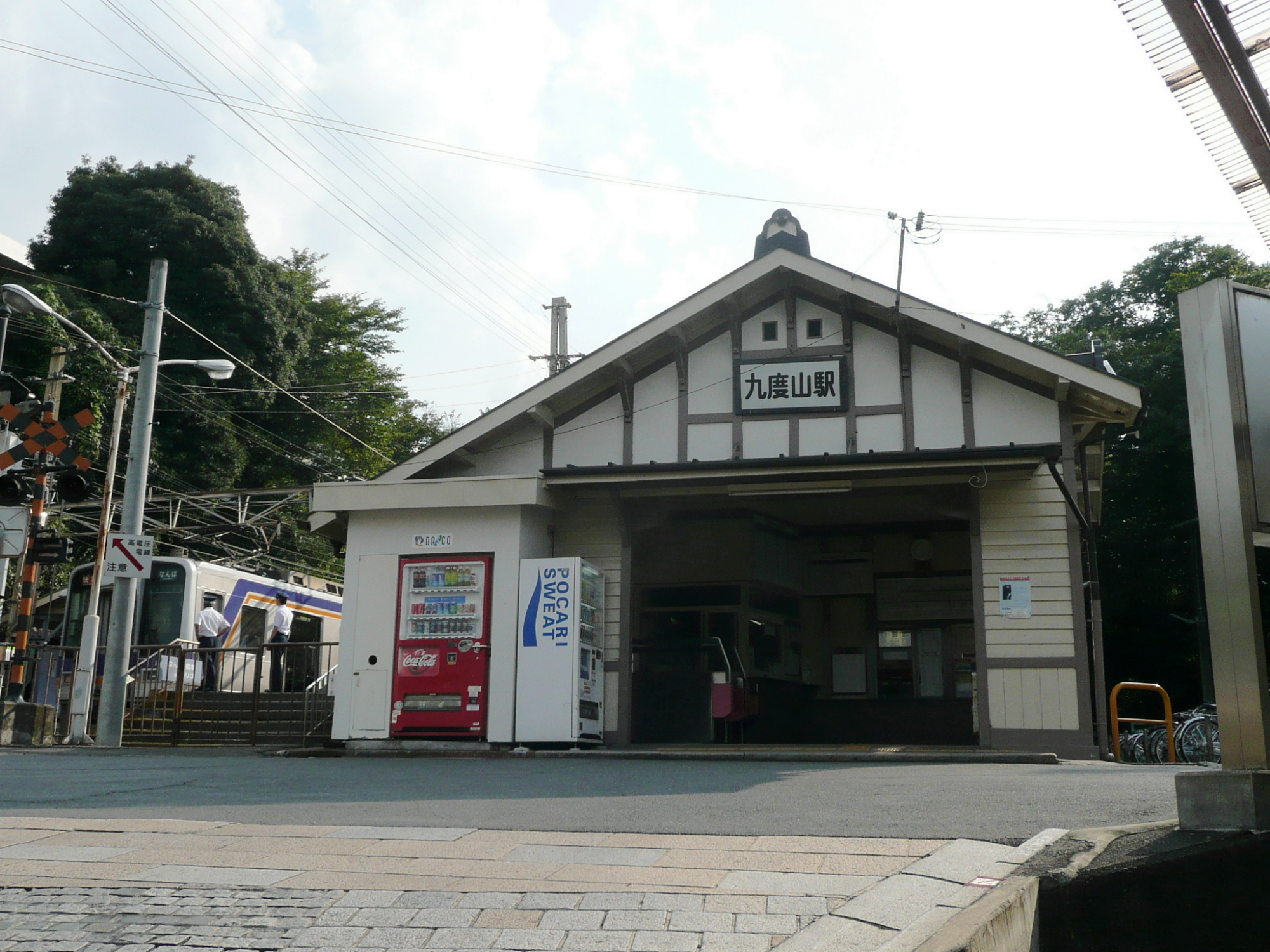
翻新前的站房（2008年9月）

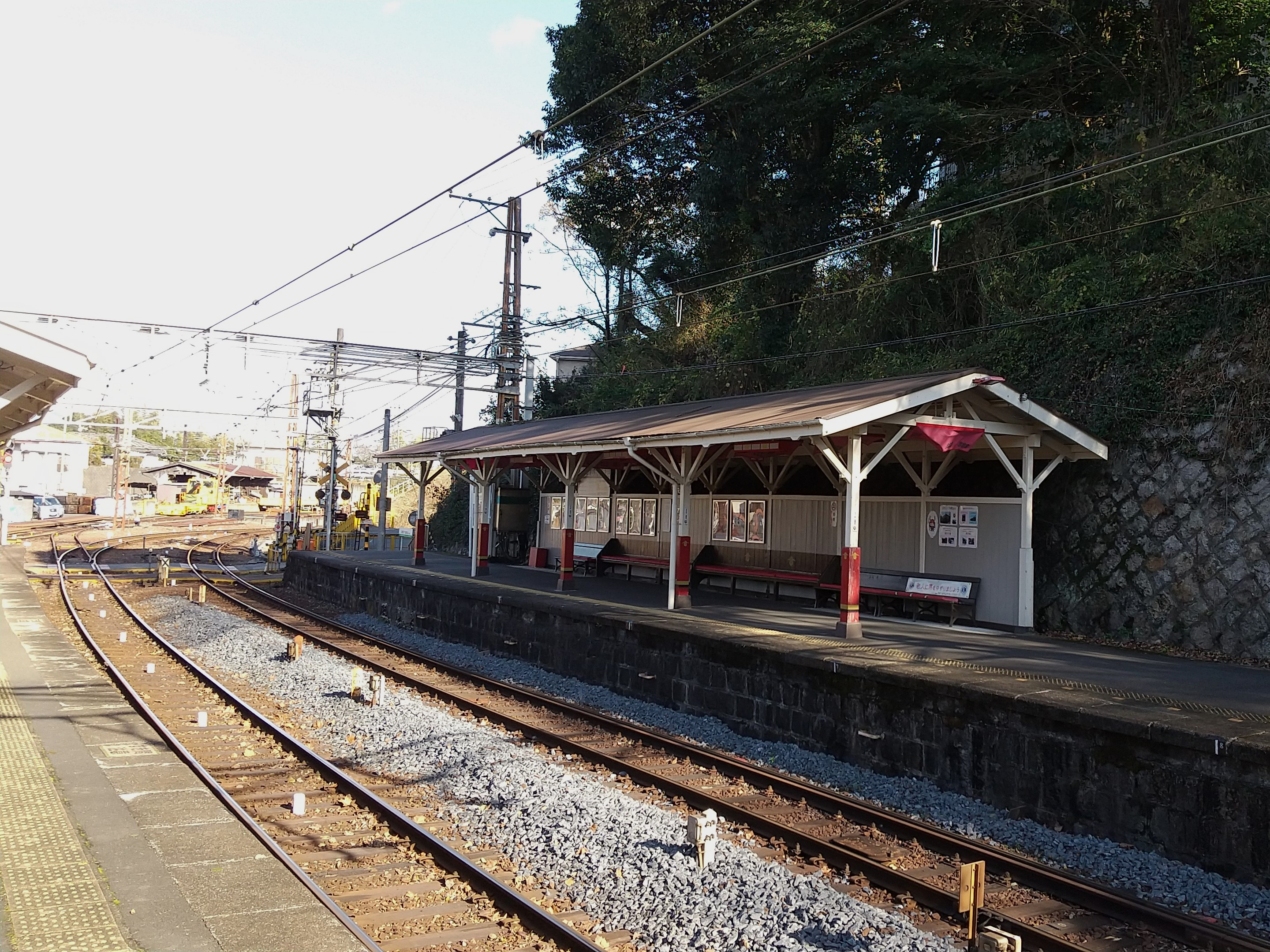
月台(2022年12月)

九度山站（日语：／ Kudoyama eki */?）是位於和歌山縣伊都郡九度山町，屬於南海電氣鐵道的高野線車站，車站編號為NK80。本站的海拔為94公尺（高於橋本站2米）。此站至終點站極樂橋站之間為急斜區間。

## 歷史
- 1924年（大正13年）12月25日 - 南海鐵道學文路站延伸至此站，此站啟用。
- 1925年（大正14年）7月30日 - 此站至高野山站（現時：高野下站）之間開通。
- 1944年（昭和19年）6月1日 - 關西急行鐵道與南海鐵道（為南海電氣鐵道的前身）合併，成為近畿日本鐵道的車站。
- 1947年（昭和22年）6月1日 - 近畿日本鐵道的路線被轉讓，成為南海電氣鐵道的車站。
- 2009年（平成21年）2月6日 - 紀伊清水站、學文路站、高野下站、下古澤站、上古澤站、紀伊細川站、紀伊神谷站、極樂橋站、高野山站、紀之川橋樑（日语：紀ノ川橋梁）、丹生川橋樑和鋼索線均指定為近代化產業遺產（日语：近代化産業遺産）（高野山參詣相關遺產）。
- 2013年（平成25年）4月1日 - 此站整日沒有車站職員當值。
- 2019年（令和元年）11月2日 - 飯糰檔開業。[1]

## 車站構造

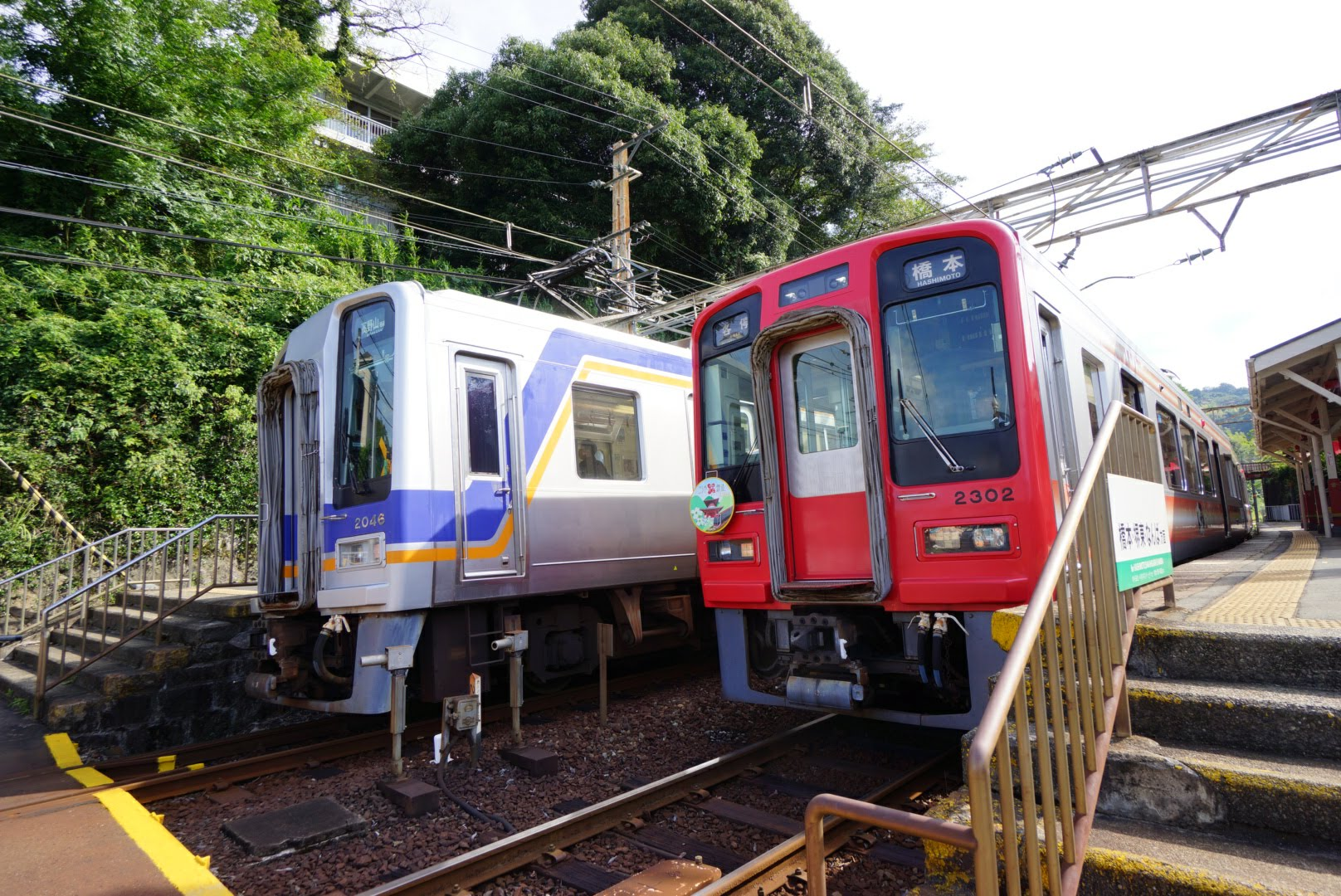
於此站進行列車交會（2019年8月）

本站是地面車站，設有2面2線的相對式月台，月台可容納4卡2門車廂。站房位於難波方向月台靠近難波站一方。兩月台之間透過站內平交道連接。站內沒有編排月台編號。月台與候車室之間沒有上蓋，因此雨天時會有借用雨傘服務。
車站靠近難波站一方設有維護路軌基地，經常會有維護路軌車輛停泊。而在難波站一方設有安全側線。站内設有自動售票機、可支援PiTaPa、ICOCA的自動閘機、乘越補票機和IC卡增值機。
作為「高野花鐵道」項目的一部分。在2009年（平成21年）11月14日，在橋本方向月台上設置「九度山真田花壇」，木材取自於和歌山縣保育的紀州木材。另外，以「與真田幸村相關地方・九度山」而命名，站內也設置「真田幸村與十勇士」之插圖。同時此站的站名標上更新了「高野花鐵道」。在2015年11月，為了配合在2016年於NHK播映大河劇《真田丸》，便將站房改裝，在神幕和門簾加上了真田家的家紋「六文錢」。

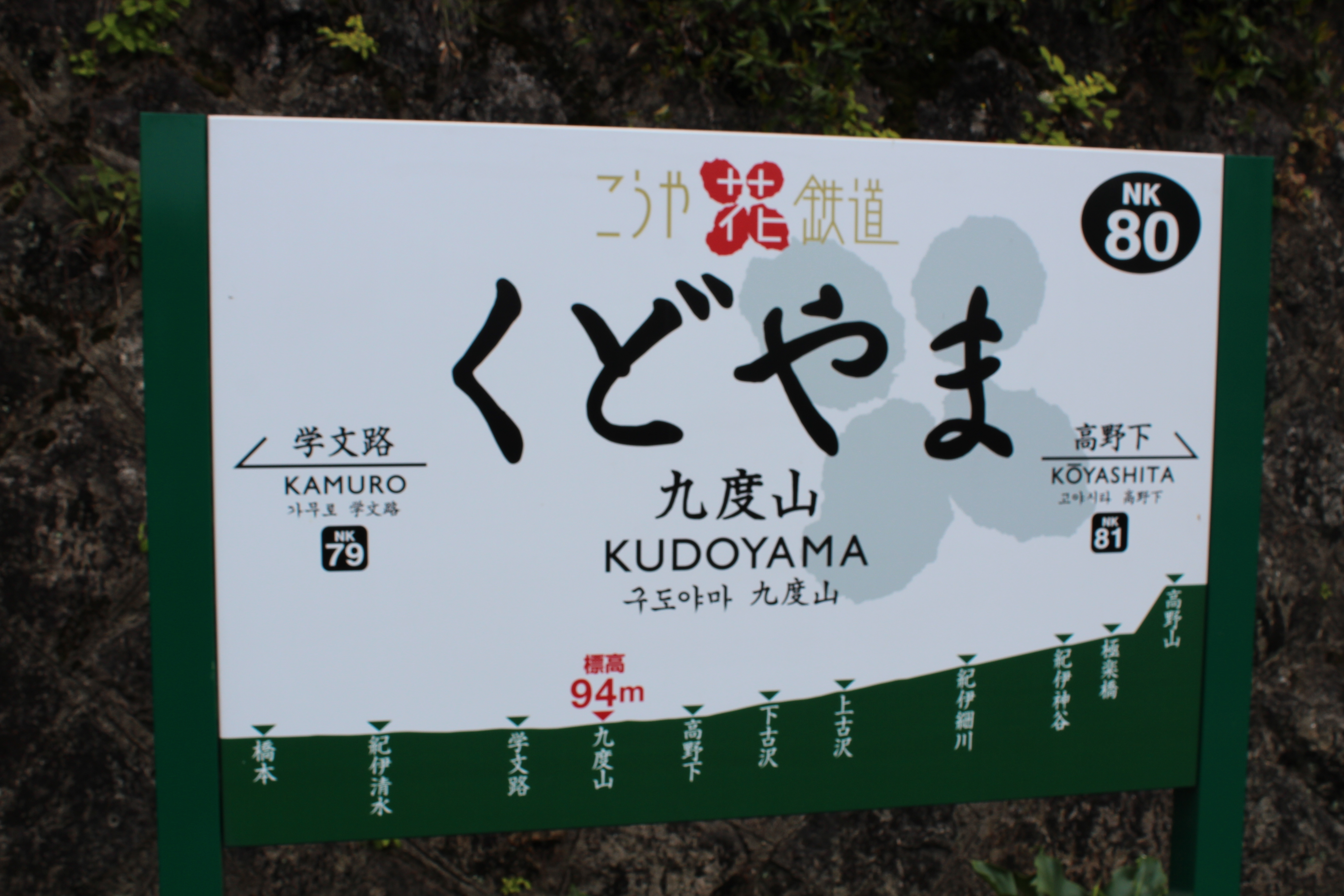
九度山站　站名標

### 月台
| 月台 | 路線   | 上下行 | 方向           |
| ---- | ------ | ------ | -------------- |
| 1    | 高野線 | 下行   | 高野山方向     |
| 2    | 高野線 | 上行   | 橋本、難波方向 |

※站內沒有標示月台編號。在智能手機應用程式「南海App」中，下行月台為1號月台，上行月台為2號月台。車站大樓側為2號月台。

## 利用狀況
在2019年（令和元年）度，1日平均上下車人次為566人。在南海車站（100站）中排名81位。
以下為各年度1日平均上下車人次列表：
| 年度               | 1日平均 上下車人次 | 排名 | 參考資料 |
| ------------------ | ------------------ | ---- | -------- |
| 1980年（昭和55年） | 2,596              | -    | [ 6 ]    |
| 1985年（昭和60年） | 2,742              | -    | [ 6 ]    |
| 1990年（平成02年） | 2,622              | -    | [ 6 ]    |
| 1995年（平成07年） | 2,243              | -    | [ 6 ]    |
| 2000年（平成12年） | 1,621              | -    | [ 6 ]    |
| 2001年（平成13年） | 1,450              | -    | [ 6 ]    |
| 2002年（平成14年） | 1,401              | -    | [ 6 ]    |
| 2003年（平成15年） | 1,355              | -    | [ 6 ]    |
| 2004年（平成16年） | 1,251              | 74位 | [ 6 ]    |
| 2005年（平成17年） | 1,127              | -    | [ 6 ]    |
| 2006年（平成18年） | 1,037              | -    | [ 6 ]    |
| 2007年（平成19年） | 938                | -    | [ 6 ]    |
| 2008年（平成20年） | 883                | -    | [ 6 ]    |
| 2009年（平成21年） | 828                | -    | [ 6 ]    |
| 2010年（平成22年） | 771                | -    | [ 6 ]    |
| 2011年（平成23年） | 723                | 76位 | [ 6 ]    |
| 2012年（平成24年） | 707                | 77位 | [ 7 ]    |
| 2013年（平成25年） | 694                | 78位 | [ 7 ]    |
| 2014年（平成26年） | 659                | 80位 | [ 7 ]    |
| 2015年（平成27年） | 693                | 80位 | [ 8 ]    |
| 2016年（平成28年） | 909                | 75位 | [ 9 ]    |
| 2017年（平成29年） | 618                | 80位 | [ 10 ]   |
| 2018年（平成30年） | 579                | 81位 | [ 11 ]   |
| 2019年（令和元年） | 566                | 81位 | [ 12 ]   |

## 車站周邊
九度山町公所位於西邊。
- 九度山郵局（日语：九度山郵便局）
- 九度山町立九度山中學
- 九度山町立九度山小學
- 真田庵（日语：善名称院）
- 慈尊院（日语：慈尊院）
- 高野山町石道
- 槇尾道（日语：槇尾道）
- 槇尾山明神社（日语：槇尾山明神社）
- 紙遊苑（日语：高野紙）

JR西日本和歌山線高野口站位於此站北邊約3公里。

## 相鄰車站
南海電氣鐵道
 高野線
■観光列車「天空」
學文路（NK79）－九度山（NK80）－極樂橋（NK86）
■快速急行（只有高野山方向單向）、■急行、■各站停車
學文路（NK79）－九度山（NK80）－高野下（NK81）
- 橋本站至極樂橋站之間設有全車自由席的臨時特急，該特急也停靠此站。停車站以「天空」作準。

## 注腳
1. ↑   (PDF). 南海電鉄.   [2019-10-20]. （原始内容 (PDF)存档于2021-07-29） （日语）.
2. ↑  高野線・九度山駅に「九度山真田花壇」を設置PDF（日語） - 南海電氣鐵道，2009年11月11日
3. ↑  和歌山）九度山駅、「真田」仕様に改装 （页面存档备份，存于）（日語） - 朝日新聞數碼，2015年11月15日
4. ↑   (PDF) (新闻稿). 南海電気鉄道／和歌山県九度山町. 2015-11-09  [2020-12-26]. （原始内容 (PDF)存档于2016-02-03） （日语）.
5. 1 2  ハンドブック南海2020 鉄道事業PDF（日語）
6. 1 2 3 4 5 6 7 8 9 10 11 12 13 14 15 16  【南海電鉄各線駅別 1日あたりの乗降客数の推移】｜和歌山県総合交通政策課PDF（日語） - 和歌山縣
7. 1 2 3  平成26年度和歌山県公共交通機関等資料集PDF（日語）
8. ↑  平成27年度和歌山県公共交通機関等資料集PDF（日語）
9. ↑  平成28年度和歌山県公共交通機関等資料集PDF（日語）
10. ↑  平成29年度和歌山県公共交通機関等資料集PDF（日語）
11. ↑  平成30年度和歌山県公共交通機関等資料集PDF（日語）
12. ↑  令和元年度和歌山県公共交通機関等資料集PDF（日語）

## 外部連結
- 九度山 - 南海電氣鐵道